# Continental Basketball Association 1995-1996
La stagione CBA 1995-96 fu la 50ª della Continental Basketball Association. Parteciparono 13 squadre divise in quattro gironi.
Rispetto alla stagione precedente i Rapid City Thrillers e i Mexico City Aztecas si trasferirono rispettivamente a West Palm Beach e San Diego, rinominandosi Florida Beach Dogs e San Diego Wildcards. Gli Hartford Hellcats cambiarono denominazione in Connecticut Pride, mentre  gli Shreveport Crawdads' divennero gli Shreveport Storm. I Pittsburgh Piranhas e i Tri-City Chinook scomparvero. I San Diego Wildcards non terminarono la stagione.

## Squadre partecipanti
- Chicago Rockers
- Connecticut Pride
- Florida Beach Dogs
- Fort Wayne Fury
- Gr. Rapids Mackers
- Okl. City Cavalry
- Omaha Racers
- Quad City Thunder
- Rockford Lightning
- S.D. Wildcards
- Shreveport Storm
- S. Falls Skyforce
- Yakima Sun Kings

## Classifiche

### American Conference

#### Eastern Division
| Squadra              | V  | P  | QW    | PTS   |
| -------------------- | -- | -- | ----- | ----- |
| Grand Rapids Mackers | 33 | 23 | 110,5 | 209,5 |
| Fort Wayne Fury      | 25 | 31 | 113,0 | 188,0 |
| Connecticut Pride    | 17 | 39 | 96,0  | 147,0 |

#### Mideast Division
| Squadra            | V  | P  | QW    | PTS   |
| ------------------ | -- | -- | ----- | ----- |
| Rockford Lightning | 35 | 21 | 122,0 | 227,0 |
| Quad City Thunder  | 37 | 19 | 116,0 | 227,0 |
| Chicago Rockers    | 26 | 30 | 109,0 | 187,0 |

### National Conference

#### Northern Division
| Squadra              | V  | P  | QW    | PTS   |
| -------------------- | -- | -- | ----- | ----- |
| Sioux Falls Skyforce | 32 | 24 | 127,0 | 223,0 |
| Omaha Racers         | 28 | 28 | 106,5 | 190,5 |
| Yakima Sun Kings     | 19 | 37 | 104,5 | 161,5 |

#### Southern Division
| Squadra               | V  | P  | QW    | PTS   |
| --------------------- | -- | -- | ----- | ----- |
| Florida Beach Dogs    | 41 | 15 | 131,5 | 254,5 |
| Oklahoma City Cavalry | 34 | 22 | 121,5 | 223,5 |
| Shreveport Storm      | 17 | 39 | 99,0  | 150,0 |
| San Diego Wildcards   | 4  | 17 | 34,5  | 46,5  |

## Play-off
Shreveport Storm were declared by CBA commissioner Scotty Thurman to have forfeited an unplayed, season-ending match against Florida Beach Dogs. The forfeit leveled the two teams with 150,0 points. At the same the Commissioner Thurman controversially gave the final playoffs spot to Florida Beach Dogs, even though Shreveport Storm held the first one tiebreakers: wins and goal-differential.

### Primo turno
|  | Fort Wayne Fury | 127 – 116 | Rockford Lightning |  |

|  | Rockford Lightning | 111 – 99 | Fort Wayne Fury |  |

|  | Fort Wayne Fury | 103 – 83 | Rockford Lightning |  |

|  | Fort Wayne Fury | 97 – 96 | Rockford Lightning |  |

|  | Quad City Thunder | 107 – 89 | Grand Rapids Mackers |  |

|  | Grand Rapids Mackers | 100 – 91 | Quad City Thunder |  |

|  | Quad City Thunder | 102 – 90 | Grand Rapids Mackers |  |

|  | Quad City Thunder | 104 – 97 | Grand Rapids Mackers |  |

|  | Florida Beach Dogs | 105 – 87 | Omaha Racers |  |

|  | Florida Beach Dogs | 105 – 96 | Omaha Racers |  |

|  | Florida Beach Dogs | 113 – 91 | Omaha Racers |  |

|  | Sioux Falls Skyforce | 120 – 97 | Oklahoma City Cavalry |  |

|  | Sioux Falls Skyforce | 96 – 95 | Oklahoma City Cavalry |  |

|  | Oklahoma City Cavalry | 119 – 111 | Sioux Falls Skyforce |  |

|  | Sioux Falls Skyforce | 130 – 113 | Oklahoma City Cavalry |  |

### Finali di conference
|  | Quad City Thunder | 115 – 110 | Fort Wayne Fury |  |

|  | Fort Wayne Fury | 103 – 101 | Quad City Thunder |  |

|  | Fort Wayne Fury | 96 – 89 (d.1t.s.) | Quad City Thunder |  |

|  | Quad City Thunder | 104 – 99 | Fort Wayne Fury |  |

|  | Fort Wayne Fury | 119 – 107 | Quad City Thunder |  |

|  | Florida Beach Dogs | 100 – 98 | Sioux Falls Skyforce |  |

|  | Sioux Falls Skyforce | 106 – 104 | Florida Beach Dogs |  |

|  | Sioux Falls Skyforce | 112 – 111 | Florida Beach Dogs |  |

|  | Florida Beach Dogs | 105 – 95 | Sioux Falls Skyforce |  |

|  | Sioux Falls Skyforce | 97 – 95 | Florida Beach Dogs |  |

### Finale CBA
|  | Sioux Falls Skyforce | 131 – 123 | Fort Wayne Fury |  |

|  | Fort Wayne Fury | 113 – 105 | Sioux Falls Skyforce |  |

|  | Sioux Falls Skyforce | 121 – 115 | Fort Wayne Fury |  |

|  | Sioux Falls Skyforce | 123 – 122 (d.2t.s.) | Fort Wayne Fury |  |

|  | Sioux Falls Skyforce | 118 – 117 | Fort Wayne Fury |  |

### Tabellone
|  | Primo turno | Primo turno   | Primo turno |             |            | Finali di conference | Finali di conference | Finali di conference |  |  | Finale CBA | Finale CBA | Finale CBA |  |
|  |             |               |             |             |            |                      |                      |                      |  |  |            |            |            |  |
|  | 1a          | Rockford      | 1           |             |            |                      |                      |                      |  |  |            |            |            |  |
|  | 1a          | Rockford      | 1           |             |            |                      |                      |                      |  |  |            |            |            |  |
|  | 4a          | Fort Wayne    | 3           |             |            |                      |                      |                      |  |  |            |            |            |  |
|  | 4a          | Fort Wayne    | 3           |             | 4a         | Fort Wayne           | 3                    |                      |  |  |            |            |            |  |
|  |             |               |             |             | 4a         | Fort Wayne           | 3                    |                      |  |  |            |            |            |  |
|  |             |               | 2a          | Quad City   | 2          |                      |                      |                      |  |  |            |            |            |  |
|  | 3a          | Grand Rapids  | 2a          | Quad City   | 2          | 1                    |                      |                      |  |  |            |            |            |  |
|  | 3a          | Grand Rapids  |             |             |            |                      |                      |                      |  |  |            |            |            |  |
|  | 2a          | Quad City     | 3           |             |            |                      |                      |                      |  |  |            |            |            |  |
|  | 2a          | Quad City     | 3           |             | Fort Wayne | Fort Wayne           | 1                    |                      |  |  |            |            |            |  |
|  |             |               |             |             |            |                      |                      |                      |  |  |            |            |            |  |
|  |             |               | Sioux Falls | Sioux Falls | 4          |                      |                      |                      |  |  |            |            |            |  |
|  | 2n          | Oklahoma City | Sioux Falls | Sioux Falls | 4          | 1                    |                      |                      |  |  |            |            |            |  |
|  | 2n          | Oklahoma City |             |             |            |                      |                      |                      |  |  |            |            |            |  |
|  | 3n          | Sioux Falls   | 3           |             |            |                      |                      |                      |  |  |            |            |            |  |
|  | 3n          | Sioux Falls   | 3           |             | 3n         | Sioux Falls          | 3                    |                      |  |  |            |            |            |  |
|  |             |               |             |             | 3n         | Sioux Falls          | 3                    |                      |  |  |            |            |            |  |
|  |             |               | 1n          | Florida     | 2          |                      |                      |                      |  |  |            |            |            |  |
|  | 4n          | Omaha         | 1n          | Florida     | 2          | 0                    |                      |                      |  |  |            |            |            |  |
|  | 4n          | Omaha         |             |             |            |                      |                      |                      |  |  |            |            |            |  |
|  | 1n          | Florida       | '3          |             |            |                      |                      |                      |  |  |            |            |            |  |

## Vincitore
| Campione CBA 1996                |
| -------------------------------- |
| Sioux Falls Skyforce (1º titolo) |

## Statistiche
| Categoria             | Giocatore        | Squadra               | Stat |
| --------------------- | ---------------- | --------------------- | ---- |
| Punti per gara        | Tracy Moore      | Shreveport Storm      | 25,8 |
| Rimbalzi per gara     | Jerome Lane      | Oklahoma City Cavalry | 16,8 |
| Assist per gara       | Charles Smith    | Florida Beach Dogs    | 7,6  |
| Palle rubate per gara | Reggie Jordan    | Sioux Falls Skyforce  | 2,4  |
| Stoppate per gara     | Michael McDonald | Grand Rapids Mackers  | 1,9  |
| FG%                   | Michael McDonald | Grand Rapids Mackers  | 61,0 |
| FT%                   | Henry James      | Sioux Falls Skyforce  | 92,0 |
| 3FG%                  | Stevin Smith     | Sioux Falls Skyforce  | 50,0 |

## Premi CBA
- CBA Most Valuable Player: Shelton Jones, Florida Beach Dogs
- CBA Coach of the Year: Brendan Suhr, Grand Rapids Mackers
- CBA Defensive Player of the Year: Emanual Davis, Rockford Lightning
- CBA Newcomer of the Year: Gaylon Nickerson, Oklahoma City Cavalry
- CBA Rookie of the Year: Ray Jackson, Grand Rapids Mackers
- CBA Executive of the Year: Tommy Smith, Sioux Falls Skyforce
- CBA Playoff MVP: Henry James, Sioux Falls Skyforce
- All-CBA First Team
  - Shelton Jones, Florida Beach Dogs
  - Reggie Jordan, Sioux Falls Skyforce
  - Anthony Goldwire, Yakima Sun Kings
  - Emanual Davis, Rockford Lightning
  - Jerome Lane, Oklahoma City Cavalry
- All-CBA Second Team
  - Darryl Johnson, Omaha Racers
  - Sam Mack, Rockford Lightning
  - Henry James, Sioux Falls Skyforce
  - Alex Blackwell, Connecticut Pride
  - Carl Thomas, Fort Wayne Fury
- CBA All-Defensive First Team
  - Mark Boyd, Florida Beach Dogs
  - Kelby Stuckey, Quad City Thunder
  - Kurt Portmann, Quad City Thunder
  - Emanual Davis, Rockford Lightning
  - Reggie Jordan, Sioux Falls Skyforce
- CBA All-Rookie First Team
  - Devin Gray, Sioux Falls Skyforce
  - Phil Handy, Omaha Racers
  - Ray Jackson, Grand Rapids Mackers
  - Reggie Jackson, Rockford Lightning
  - Cuonzo Martin, Grand Rapids Mackers
- CBA All-Rookie Second Team
  - Roger Crawford, Shreveport Storm
  - Tom Kleinschmidt, Chicago Rockers
  - Matt Maloney, Grand Rapids Mackers
  - Michael McDonald, Grand Rapids Mackers
  - Kareem Townes, Yakima Sun Kings